# Juma Al-JouJou
Juma Al-JouJou (geboren am 30. September 1985 in Sharjah, Vereinigte Arabische Emirate) ist ein deutscher Spieleautor und Unternehmer, der seit 2011 Spiele entwickelt und in dem 2013 von ihm gegründeten Spieleverlag Karma Games veröffentlicht.
Al-JouJou und sein Verlag Karma Games wurden vor allem bekannt durch sein Spiel Clans of Caledonia, das er 2017 nach einer sehr erfolgreichen Kickstarter-Kampagne veröffentlichte und das beim Deutschen Spielepreis 2018 auf den vierten Platz gewählt wurde sowie 2019 den MinD-Spielepreis (Kategorie: komplexe Spiele) gewann.

## Biographie
Juma Al-JouJou wurde 1985 in Sharjah in den Vereinigten Arabischen Emiraten geboren. Er wuchs in Bayern auf und macht 2005 sein Abitur in Sulzbach-Rosenberg. Er studierte von 2005 bis 2008 in Philosophie und Volkswirtschaftslehre im Bachelorstudium an der Universität Regensburg und war danach von 2008 bis 2010 als SAP-Consultant tätig. Von 2010 bis 2012 studierte er im Doppelmaster Innovation Management & Entrepreneurship/Business Administration an der TU Berlin und an der Universität Twente in den Niederlanden. Nach dem Studium gründete er seinen Spieleverlag Karma Games, um „Online-Lernspiele als Kommunikationsmedium für verantwortungsvolle Firmen“ anzubieten. Die Unternehmensgründung wurde über ein Exist-Gründungsstipendium in Höhe von 100.000 Euro finanziert.
Während seines Studiums entwickelte Al-JouJou das Spiel Green Deal und finanzierte dessen Realisierung über eine Kampagne bei Startnext. Danach veröffentlichte er das Kartenspiel Fette Ernte und arbeitete an dem Spiel Clans of Caledonia, das er beim Göttinger Spieleautorentreffen 2016 vorstellte und beim Hippodice-Spieleautorenwettbewerb 2017 einreichte. Am 25. April 2017 startete er eine Kickstarter-Kampagne für das Spiel mit einem Zielbetrag von 29.000 Euro, die in ihrer Laufzeit bis zum 18. Mai 2017 von fast 6.500 Unterstützern mit fast 400.000 Euro unterstützt wurde. Zur Realisierung arbeitete Al-JouJou mit dem bekannten Spieleillustratoren Klemens Franz zusammen. Das Spiel erschien offiziell zu den Internationalen Spieletagen 2017 in Essen und war dort innerhalb kurzer Zeit ausverkauft. 2018 wurde Clans of Caledonia auf den vierten Platz des Deutschen Spielepreises gewählt, und für den portugiesischen Jogo do Ano nominiert. Anfang 2019 wurde es mit dem MinD-Spielepreis als „komplexes Spiel“ ausgezeichnet.

## Ludographie (Auswahl)
- 2013: Pretty Ugly: The Satirical Card Game against Beauty Mania (unveröffentlicht)
- 2014: Green Deal (Karma Games)
- 2015: Fette Ernte (Karma Games)
- 2017: Clans of Caledonia (Karma Games)

## Auszeichnungen
- Deutscher Spielepreis
  - Clans of Caledonia: Platz 4, 2018
- MinD-Spielepreis
  - Clans of Caledonia: Sieger 2019
- Jogo do Ano
  - Clans of Caledonia: Nominierung 2018

## Belege
1. ↑  Juma Al-JouJou über sein Brettspiel Clans Of Caledonia. Interview auf reich-der-spiele.de, 16. September 2017; abgerufen am 11. November 2018.
2. 1 2 3  Gründerinterview: Neun Fragen an Juma Al-JouJou von Karma Games. Interview auf vc-magazin.de, 5. Dezember 2013; abgerufen am 11. November 2018.
3. ↑  Green Deal - Das Strategische Brettspiel. Kampagne auf startnext; abgerufen am 11. November 2018.
4. ↑  Clans of Caledonia: A Game about Whisky, Trade, and Glory. Kampagne auf kickstarter; abgerufen am 11. November 2018.
5. ↑  Preisträger des Deutschen Spielepreises; abgerufen am 11. November 2018.
6. ↑  Die Nominierungsliste für den MinD-Spielepreis (Kategorie: komplexe Spiele); abgerufen am 11. November 2018.